# Batillipes pennaki
Batillipes pennaki är en djurart som tillhör fylumet trögkrypare, och som beskrevs av Ernst Marcus 1946. Batillipes pennaki ingår i släktet Batillipes och familjen Batillipedidae. Inga underarter finns listade i Catalogue of Life.